# Langé
Langé és un municipi francès, situat al departament de l'Indre i a la regió de Centre – Vall del Loira. L'any 2007 tenia 300 habitants.

## Demografia

### Població
El 2007 la població de fet de Langé era de 300 persones. Hi havia 128 famílies, de les quals 44 eren unipersonals (20 homes vivint sols i 24 dones vivint soles), 48 parelles sense fills, 28 parelles amb fills i 8 famílies monoparentals amb fills.
La població ha evolucionat segons el següent gràfic:
Habitants censats

### Habitatges
El 2007 hi havia 229 habitatges, 140 eren l'habitatge principal de la família, 57 eren segones residències i 32 estaven desocupats. 225 eren cases i 3 eren apartaments. Dels 140 habitatges principals, 117 estaven ocupats pels seus propietaris, 15 estaven llogats i ocupats pels llogaters i 8 estaven cedits a títol gratuït; 12 tenien dues cambres, 29 en tenien tres, 37 en tenien quatre i 62 en tenien cinc o més. 103 habitatges disposaven pel capbaix d'una plaça de pàrquing. A 71 habitatges hi havia un automòbil i a 58 n'hi havia dos o més.

### Piràmide de població
La piràmide de població per edats i sexe el 2009 era:
| Homes | Edats   | Dones |
| ----- | ------- | ----- |
| 0     | 95 o +  | 0     |
| 0     | 90 a 94 | 4     |
| 4     | 85 a 89 | 4     |
| 4     | 80 a 84 | 0     |
| 16    | 75 a 79 | 32    |
| 4     | 70 a 74 | 12    |
| 20    | 65 a 69 | 8     |
| 12    | 60 a 64 | 20    |
| 4     | 55 a 59 | 0     |
| 12    | 50 a 54 | 8     |
| 8     | 45 a 49 | 12    |
| 12    | 40 a 44 | 0     |
| 4     | 35 a 39 | 12    |
| 4     | 30 a 34 | 4     |
| 12    | 25 a 29 | 20    |
| 4     | 20 a 24 | 0     |
| 0     | 15 a 19 | 4     |
| 0     | 10 a 14 | 12    |
| 4     | 5 a 9   | 4     |
| 0     | 0 a 4   | 0     |

## Economia
El 2007 la població en edat de treballar era de 175 persones, 120 eren actives i 55 eren inactives. De les 120 persones actives 108 estaven ocupades (59 homes i 49 dones) i 12 estaven aturades (5 homes i 7 dones). De les 55 persones inactives 30 estaven jubilades, 7 estaven estudiant i 18 estaven classificades com a «altres inactius».

### Ingressos
El 2009 a Langé hi havia 139 unitats fiscals que integraven 288,5 persones, la mediana anual d'ingressos fiscals per persona era de 14.218 €.

### Activitats econòmiques
Dels 8 establiments que hi havia el 2007, 1 era d'una empresa alimentària, 1 d'una empresa de fabricació d'altres productes industrials, 3 d'empreses de construcció i 3 d'empreses de comerç i reparació d'automòbils.
Dels 3 establiments de servei als particulars que hi havia el 2009, 1 era un taller de reparació d'automòbils i de material agrícola, 1 guixaire pintor i 1 fusteria.
L'únic establiment comercial que hi havia el 2009 era una fleca.
L'any 2000 a Langé hi havia 16 explotacions agrícoles que ocupaven un total de 1.183 hectàrees.

## Equipaments sanitaris i escolars
El 2009 hi havia una escola elemental integrada dins d'un grup escolar amb les comunes properes formant una escola dispersa.

## Poblacions més properes
El següent diagrama mostra les poblacions més properes.